# Abbigliamento biologico
L'abbigliamento biologico consiste in capi di abbigliamento realizzati con fibre vegetali o con il vello di animali senza l'impiego di pesticidi e sostanze chimiche. Per la fase agricola si fa riferimento al Reg. UE 2092/91 e successive integrazioni, ovvero gli stessi criteri dell'agricoltura biologica in campo alimentare. La trasformazione delle fibre naturali biologiche compreso l'uso di tinture impiegate nella colorazione dei capi fa riferimento agli Standard per il Tessile Biologico (Global Organic Textile Standard - GOTS) pubblicati nel 1998 dal IFOAM (International Federation of Organic Agriculture Movements). Questi standard sono uno strumento di controllo e verifica degli aspetti sociali e ambientali che investono la filiera produttiva.
Vengono controllate:
- la coltivazione e raccolta della materia prima
- la pulitura
- la filatura
- la tessitura
- la tintura
- il finissaggio